# Herz-Jesu-Kirche (Kroge-Ehrendorf)

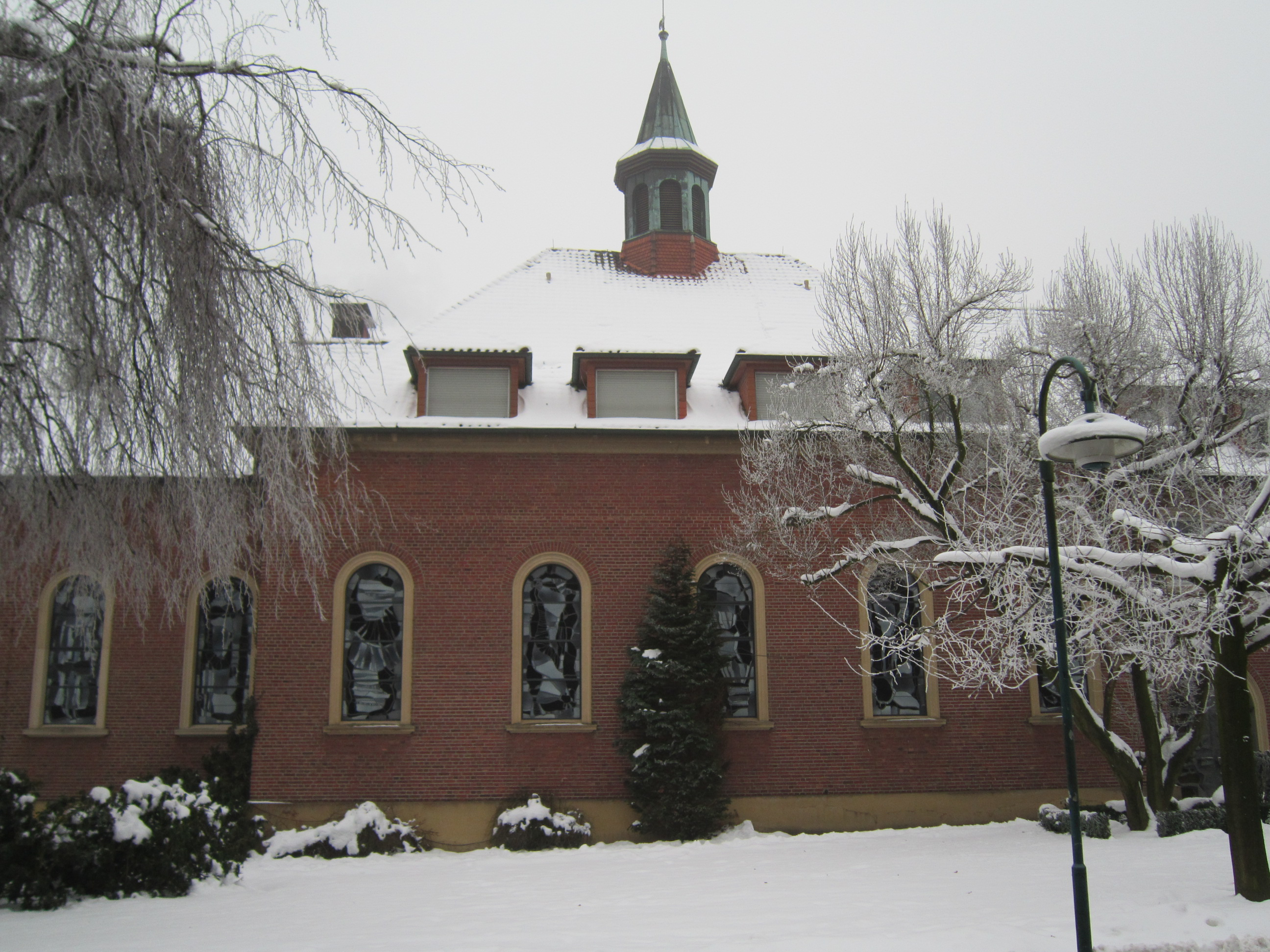
Kath. Herz-Jesu-Kirche in Kroge-Ehrendorf

Die Herz-Jesu-Kirche in Kroge-Ehrendorf, einem Stadtteil von Lohne im niedersächsischen Landkreis Vechta, ist eine römisch-katholische Filialkirche der Pfarrei St. Gertrud (Lohne). Sie ist dem Patrozinium des Heiligsten Herzens Jesu geweiht und gehört zum Dekanat Damme im Bistum Münster. Als Saalkirche im Stil der Moderne bietet das Gotteshaus 160 Gläubigen Platz.

## Geschichte

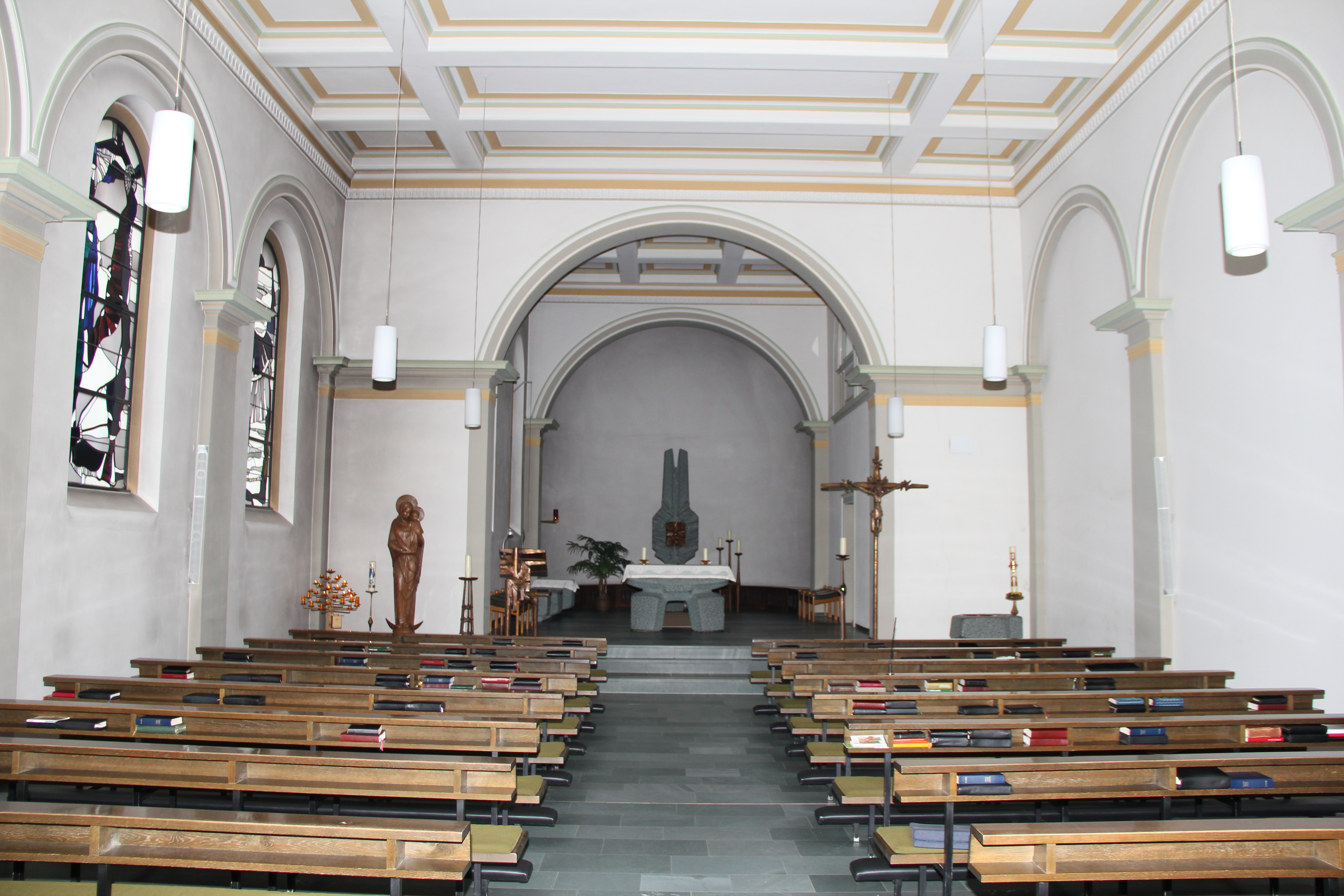
Herz-Jesu-Kirche in Kroge-Ehrendorf

Weil der Weg zu den nächstgelegenen Pfarreien sehr weit war, wünschten sich die Katholiken der südlich von Lohne gelegenen Bauerschaften Ehrendorf und Kroge vor allem nach dem Ersten Weltkrieg ein eigenes Gotteshaus.
Die in das Pflegeheim St.-Anna-Stift integrierte Herz-Jesu-Kirche wurde in den Jahren 1923 bis 1925 nach den Plänen des Architekten Johannes Nellissen (Münster) gebaut. Das Gebäude ist ein Backsteinbau mit Walmdach und einem kleinen aufgesetzten Glockenturm. 1927 erfolgte der Zusammenschluss der Katholiken aus den Bauerschaften Kroge und Ehrendorf zu einer gemeinsamen Kapellengemeinde.
Nach dem Verlust der Eigenständigkeit gehört die Kapellengemeinde Herz-Jesu seit dem 25. Juni 2006 zur Kirchengemeinde St. Josef (Lohne). Durch Fusion entstand aus den Lohner Pfarreien St. Gertrud und St. Josef sowie aus den Kapellengemeinden St. Maria Goretti (Brockdorf) und Herz-Jesu (Kroge-Ehrendorf) am 28. November 2010 die neue Kirchengemeinde St. Gertrud (Lohne).
Am 1. Januar 2024 schlossen sich die Pfarreien St. Gertrud (Lohne), St. Viktor (Damme), St. Catharina (Dinklage) und St. Johannes Baptist (Steinfeld) zusammen zum Katholischen Kirchenverband „Pastoraler Raum Damme“ mit Sitz in Damme.

## Glocken
Die Herz-Jesu-Kirche besitzt die folgenden zwei Bronzeglocken, die in Gescher gegossen wurden.
- Glocke 1: Schlagton: g2; Ø 50 cm; Gießerei: Petit & Edelbrock; Gussjahr: 1955
- Glocke 2: Schlagton: b2; Ø 44 cm; Gießerei: Petit & Edelbrock; Gussjahr: 1925[4]

## Orgel
1959 errichtete Herbert Kruse (Lohne) die erste Orgel (II+P/11) für das Gotteshaus. 2006 baute Hermann Eule (Bautzen) die viel größere aktuelle Orgel (II+P/21) mit Wechselschleifen.
Das Instrument von 2006 hat 21 Register und besitzt zwei Manuale (C - g3) sowie ein Pedal (C - f1). Die Spieltraktur und die  Registertraktur sind mechanisch.